# 리하르트 빌슈테터

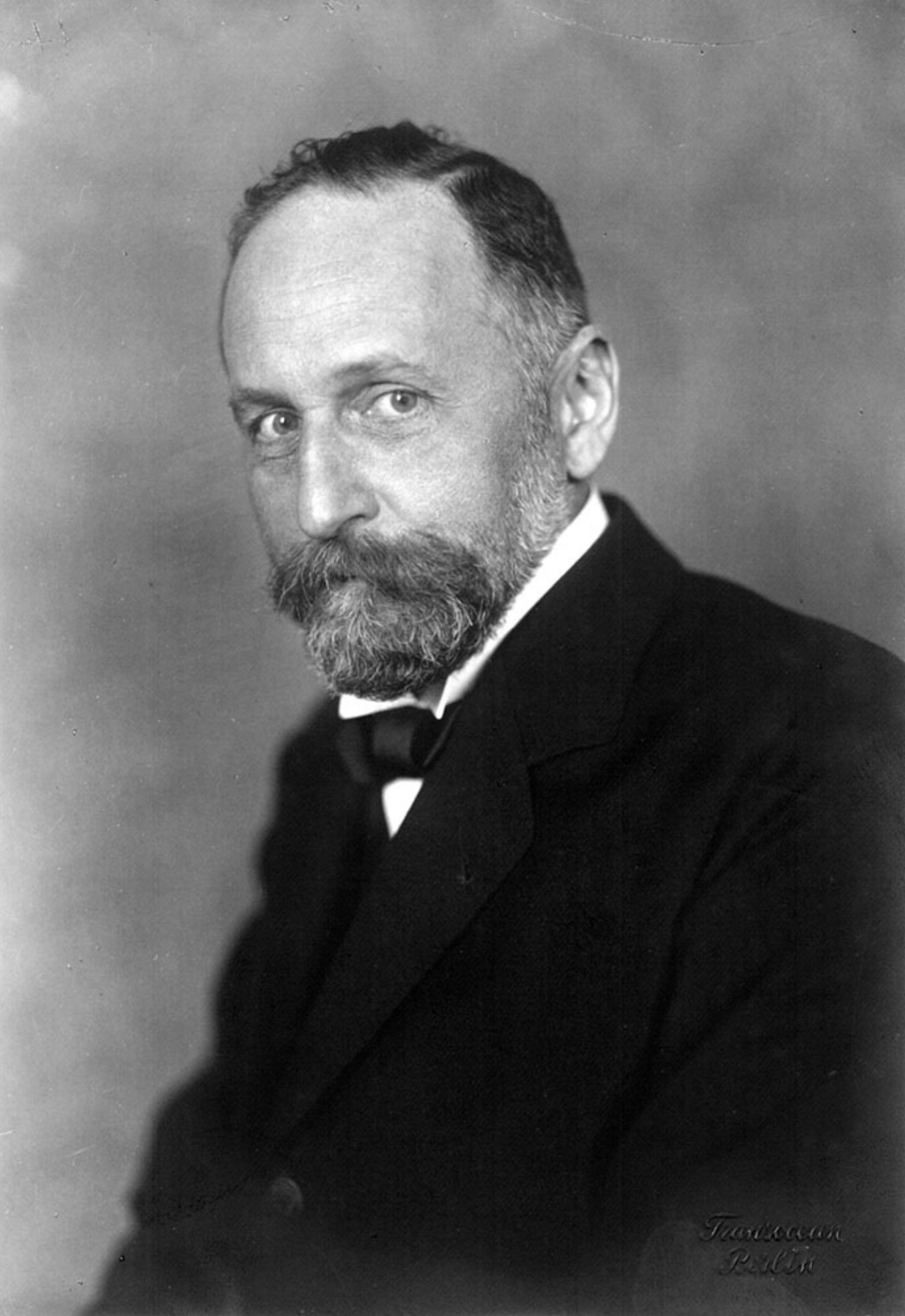
리하르트 빌슈테터 (1912년)

리하르트 빌슈테터(독일어: Richard Willstätter, 1872년 8월 13일 ~ 1942년 8월 3일)는 독일의 화학자이다. 1902년 뮌헨 대학교 교수, 1905년 ETH 취리히 교수를 거쳐, 1911년 카이저 빌헬름 유기 화학 연구소 소장이 되었다. 알칼로이드·엽록소의 구조·효소의 정체·혈액 색소의 연구 등 화학계에 큰 공헌을 하였으므로, 1915년 노벨 화학상을 받았다. 저서로 《엽록소 연구》, 《탄소 동화 작용의 연구》, 《효소 연구》 등이 있다.